# Music in the Air
Music in the Air é um filme norte-americano de comédia musical e  romance de 1934 dirigido por Joe May baseado na peça de Jerome Kern e Oscar Hammerstein II, de mesmo nome. Era parte do subgênero popular filmes de opereta feitos durante aquela era.
O musical da Broadway Music in the Air estreou no Alvin Theatre em Nova Iorque em 8 de novembro de 1932 e teve 342 apresentações.

## Sinopse
A estrela da ópera Frieda Hotzfelt (Gloria Swanson) disputa com o  libretista Bruno Mahler (John Boles). O aspirante a compositor musical Karl Roder (Douglass Montgomery) falha em sua relação tempestuosa.

## Elenco
- Gloria Swanson como Frieda Hotzfelt
- John Boles como Bruno Mahler
- Douglass Montgomery como Karl Roder
- June Lang como Sieglinde Lessing
- Al Shean como Dr. Walter Lessing
- Reginald Owen como Ernst Weber
- Joseph Cawthorn como Hans Uppman
- Hobart Bosworth como Cornelius
- Sara Haden como Martha
- Marjorie Main como Anna
- Roger Imhof como Burgomaster
- Jed Prouty como Kirschner
- Christian Rub como Zipfelhuber
- Fuzzy Knight como Nick